# 베르텔스만

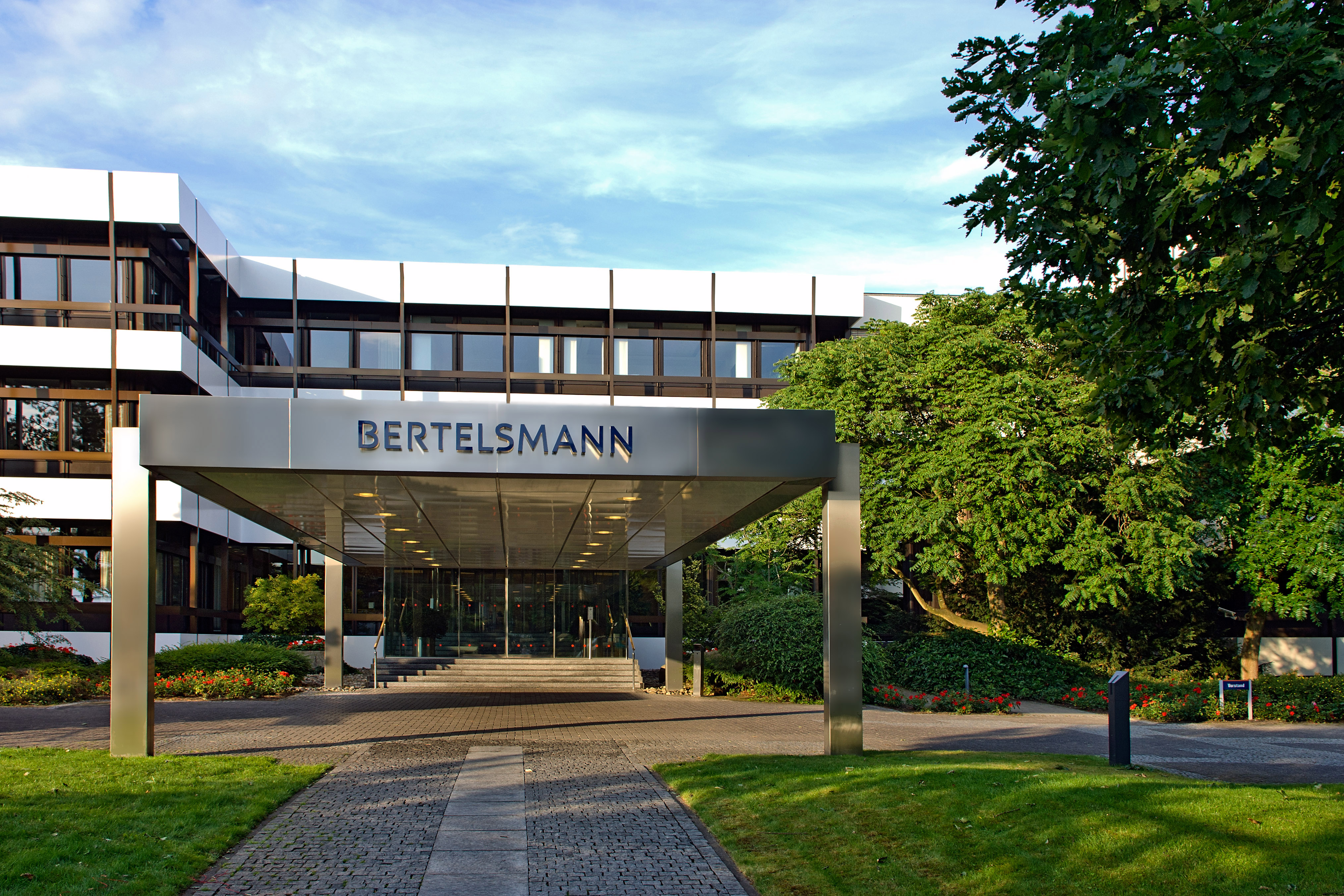

베르텔스만 유럽주식합자회사(Bertelsmann SE & Co. KGaA)는 1835년에 독일의 귀터슬로에 기반을 둔, 다국적 미디어 회사이다. 63개국에 회사를 두고 있으며, 2007년 6월 30일 현재 10만 명의 노동자를 두고 있다. 2006년 이 회사는 19.3억 유로의 매출과 2.4억 유로의 순이익을 보고했다.

## 자회사
베르텔스만은 6개의 부문사로 나뉘어 있다.
- RTL 그룹: 유럽에서 가장 큰 민영 다중 매체 (TV 및 라디오) 운영자.
- 그루너 + 야: 유럽 최대의 인쇄 및 출판사.[1]
- BMG 베르텔스만 뮤직 그룹(Bertelsmann Music Group): 소니 BMG 뮤직 엔터테인먼트(Sony BMG Music Entertainment)에서 50%의 지분을 가지고 있다. → 2006년 하반기 유니버설 뮤직에 BMG뮤직 매각했음.
- 랜덤하우스: 세계에서 가장 큰 출판사. 대중 소설 등.
- 다이렉트 그룹(Direct Group): 세계 최대의 북클럽.
- 아르바토: 국제 미디어 통신 서비스 공급업체.

2004년 8월, BMG와 소니는 50대 50 조인트 벤처를 세워 음악계의 빅 파이브를 빅 포로 줄였다. BMG 음악 출판(BMG Music Publishing)은 세계 최대의 음반사이며, 순수하게 베르텔스만 소유이다. 2005년 소니 BMG는 음악 시장의 21.5%를 점유하고 있다. -> 베르텔스만 그룹은 2007년 소니BMG의 지분 50%를 소니뮤직엔터테인먼트 그룹에 전량 매각하였고, 이후 소니 BMG는 소니뮤직으로 다시 명칭을 바꿨음.

## 한국
- 베르텔스만 북클럽
- 대교 베르텔스만(99년 6월 출범한 베르텔스만코리아를 2005년 1월 대교그룹이 인수하여 상호변경됐으며 2008년 4월 대교가 100% 지분을 인수하여 대교북스캔으로 상호변경)
- 한국의 출판사 베르텔스만은 다빈치 코드를 펴냈다.
- 2008년 4월 대교에서 지분 100% 인수되어 대교북스캔으로 상호변경된 한편 2009년 12월 대교에 합병되었으며, 뒷날 대교가 2010년 9월 리브로의 온라인사업부문을 인수한 동시에 이 회사(대교북스캔 포함)가 운영한 온라인서점 북스캔이 리브로 사업부문에 통합되었고[2] 출판부문(북스캔)은 2008년 말 대교출판으로 인수합병되어 이 회사의 성인단행본 출판 브랜드인 '북스캔'으로 재탄생됐으며 대교출판은 2011년 3월 대교에 합병됐고[3]  대교의  출판사업부문은 2021년 12월 인수한[4] 계열사  키즈스콜레에 양도했다.

## 같이 보기
- 엘스비어
- 뉴스 코프
- 피어슨 (기업)
- 스콜라스틱
- 톰슨 로이터
- 존 와일리 & 선즈